# Camille Roy
Pour les articles homonymes, voir Camille Roy (homme politique) et Roy.
Camille Roy, né le 22 octobre 1870 et mort le 24 juin 1943, est un critique littéraire québécois qui exercera une importante influence par ses manuels d'histoire littéraire et sa position de recteur de l'Université Laval à plusieurs reprises.

## Biographie
Originaire de Berthier-en-Bas (aujourd'hui Berthier-sur-Mer) dans le comté de Montmagny, Camille Roy entre au Petit séminaire de Québec en 1884 et au Grand Séminaire de Québec en 1890. Il est ordonné prêtre en 1894, et il obtient son doctorat en 1895 puis sa licence à la Sorbonne en 1900.
À Paris, il médite sur Villemain, Nisard, Sainte-Beuve et Brunetière, qui l'influenceront plus tard. Sa carrière littéraire commence en 1902, lorsqu'il publie dans la revue Nouvelle-France.
De retour au Québec, il s'intéresse à l'écrivain Philippe Aubert de Gaspé. En 1907, à la suite de l'inscription « de la littérature canadienne au programme des examens du baccalauréat », il commence à écrire des manuels de littérature au service de l'Université Laval et publie son premier Tableau de l'histoire de la littérature canadienne-française. Immédiatement populaire, cet ouvrage sera réédité en 1911 et débouchera sur le Manuel d'histoire de la littérature canadienne-française (1918), puis sur Histoire de la littérature canadienne-française (1930), qui connaîtra de nombreuses rééditions.
Camille Roy reconnaissait que la littérature du Canada n'était encore qu'à ses débuts, et sa critique allait toujours dans le sens de l'encouragement pour le meilleur épanouissement des lettres, en valorisant principalement le roman du terroir. Il vantait le classicisme français et la «clarté française», tout en critiquant occasionnellement le style ampoulé des orateurs québécois. En raison de son moralisme, il n'a pas accueilli favorablement les œuvres symbolistes et surréalistes. Ainsi, tout en reconnaissant que Nelligan avait « une âme d'artiste », il note que sa poésie « tient au tempérament surexcité, malade du poète, et nullement à nos traditions nationales et religieuses. » Cette dernière critique disparaît dans son Histoire de 1930 , où l'éloge du poète est plus appuyé : « Il avait écrit quelques-uns de nos plus beaux vers. »
Il fait partie des prêtres-critiques qui ont marqué la littérature québécoise au début du XXe siècle. Il s'est montré sévère à l'égard de Henri Heine, qui selon lui n'était pas un « apôtre des bonnes idées »[réf. souhaitée]. Sur Albert Laberge, auteur de «La Scouine», il dira de lui qu'il était le « père de la pornographie au Canada »[réf. souhaitée] et son nom est absent de ses manuels d'histoire littéraire.
Roy écrit les préfaces du poète Pamphile Lemay. Il a également fondé la revue Le Canada français.
Son intérêt s'étend à la biographie, avec des publications sur Jean Rivard, Joseph Quesnel, l'abbé Casgrain et Monseigneur de Laval. Il publie également des textes de poésie lyrique, fait la synthèse de l'historiographie canadienne, aborde le problème universitaire québécois et a composé quelques ouvrages d'apologie de la religion chrétienne qui défendent l'humanisme croyant. Roy souhaitait limiter l'influence des canadianismes dans la littérature, proclamant que la littérature doit être humaine avant d'être canadienne.
Roy, mieux connu sous le nom de Mgr Camille Roy, devient le recteur de l'Université Laval en juin 1924, poste qu'il gardera presque toute sa vie. Membre agrégé de la Société des prêtres du Séminaire de Québec depuis 1903, il devenait ainsi supérieur général du Séminaire de Québec et recteur de l'Université Laval. Il devait revenir à ces charges d'abord par intérim, en 1929, puis de 1932 à 1938 et de 1940 à 1943. Il fit de nombreux voyages en Europe, depuis celui de ses études de lettres jusqu'à sa tournée de conférences sur la littérature du Canada, à travers les villes de France.
Après son premier supériorat, Camille Roy redevient directeur spirituel des écoliers du Petit Séminaire de Québec (1927-1929). Après son second terme, en 1929, il prend la direction de l'École normale supérieure, dont il avait été le cofondateur, avec Mgr Pelletier, et quand celle-ci devint la Faculté des lettres, en 1937, il en fut le premier doyen, en même temps qu'il y enseigna quelque temps la littérature du Canada. C'est aussi sous son rectorat que furent fondées les Facultés de philosophie, des sciences, d'agriculture, ainsi que les Écoles supérieures de commerce et de sciences sociales et que furent inaugurés les cours d'été. Pendant plus de vingt ans, il n'est pas une activité universitaire à laquelle il n'ait participé de quelque façon sans restreindre son attention pour la communauté des prêtres du Séminaire dont il était le supérieur général et sans interrompre ses travaux littéraires. Camille Roy est mort le 24 juin 1943 à l'âge de 72 ans.
Son influence sur les lettres était incontournable jusqu'à la Révolution tranquille. Il a pour disciple l'écrivain Maurice Hébert.

## Honneurs et hommages
- Chevalier de la légion d'honneur
- Doctorat honorifique à l'Université de Toronto, 1927
- Fonds Camille-Roy du Séminaire de Québec
- Médaille Lorne Pierce
- Prix de la langue-française de l’Académie française, 1925[7]
- Pavillon Camille-Roy du Séminaire de Québec
- Prix David, 1924

La bibliothèque de Berthier-sur-Mer porte aujourd'hui son nom de même que le Pavillon du Séminaire de Québec du 3, rue de la Vieille Université dans le Vieux Québec qui a abrité l'Université Laval à partir de 1852 jusqu'à son déménagement à Sainte-Foy.

## Œuvres
- L'Université Laval et les fêtes du cinquantenaire, 1903
- Étude sur l'histoire de la littérature canadienne 1800-1820, 1905
- Petit traité d'hygiène à l'usage de l'école primaire, 1905
- Étude sur "Les anciens canadiens", 1906
- La Famille Aubert de Gaspé, 1907
- Essais sur la littérature canadienne, 1907
- Tableau de l'histoire de la littérature canadienne-française, 1907, 81 p.
- Cinquantenaire de la Société Saint-Louis-de-Gonzague, 1908
- Nos origines littéraires, 1909
- Étude sur "Jean Rivard" , 1910
- Les fêtes du troisième centenaire de Québec, 1608-1908, 1911
- Propos canadiens, 1912
- Propos rustiques, 1912
- L'Abbé Henri Raymond Casgrain, 1913
- French-Canadian literature, 1913
- Nouveaux essais sur la littérature canadienne, 1914
- La Croix du chemin, 1916
- Premières semailles, 1917
- La Critique littéraire au dix-neuvième siècle, 1918
- Manuel d'histoire de la littérature canadienne-française, 1918, 122 p.
- Brumes du soir, 1920
- D'azur... de lys... de flamme, 1923
- Monseigneur de Laval, 1623-1708, 1923
- Érables en fleurs, 1923
- France et Italie, 1923
- À l'ombre des érables, 1924
- Propos rustiques, 1924
- Nos humanités, 1927
- Études et croquis, 1928
- Le VIIe centenaire de la mort de saint François et les franciscains du Canada (1226-1926), 1928
- Immortel amour, 1929
- Les Leçons de notre histoire, 1929
- Histoire de la littérature canadienne-française, 1930, 310 p.
- L'Action féminine, 1930
- Regards sur les lettres, 1930
- L'A.C.J.C. dans nos collèges classiques, 1930
- Recueil de poésies de Derfla, 1932
- La Rédemption de l'Esprit, 1933
- Marie Sainte-Cécile de Rome (Dina Bélanger), religieuse de Jésus-Marie (1897-1929), 1934
- Poètes de chez nous, 1934
- Nos raisons canadiennes de rester français, 1934
- Devenez savants, restez chrétiens, 1934
- Romanciers de chez nous, 1935
- Nos disciplines classiques, 1935
- Pour former des hommes nouveaux, 1935
- Les Jésuites et l'humanisme chrétien, 1935
- Historiens de chez-nous, 1935
- Nos problèmes d'enseignement, 1935
- La Semence de vie, 1936
- Le Problème universitaire du Québec, 1936
- Les Gouttelettes, 1937
- Pour conserver notre héritage français, 1937
- Générations solidaires, 1938
- L'Avenir des minorités françaises au Canada, 1938
- L'Université Laval : son œuvre, ses besoins
- Manuel d'histoire de la littérature canadienne de langue française, 1939
- Pour bâtir la cité, 1940
- Vous êtes des images de Dieu, 1942
- Du fleuve aux océans, 1943